# بیگانه: بازگشت به آینده
بیگانه: بازگشت به آینده (انگلیسی: Alienoid: Return to the Future; کره‌ای: 외계+인 2부) یا بیگانه ۲ یک فیلم خیال‌پردازی علمی اکشن محصول سال ۲۰۲۴ کره جنوبی به کارگردانی چوی دونگ هون و با بازی ریو جون یول، کیم ته ری و کیم وو بین است. این فیلم پارت دوم فیلم بیگانه (۲۰۲۲) است و داستان انسان‌ها و راهبانی را روایت می‌کند که سعی دارند با بازگشت به زمان حال، همه را نجات دهند. این فیلم در ۱۰ ژانویه ۲۰۲۴ اکران شد.

## بازیگران
- ریو جون یول در نقش موروک[۵]
- کیم ته ری در نقش لی آن[۶]
- کیم وو بین در نقش تاندر[۷]
- لی هانی در نقش مین گه این
- یوم جونگ آه در نقش هوگ سول
- جو وو جین در نقش چونگ وون[۸]
- کیم یی سونگ در نقش جا جانگ
- جین سون کیو در نقش نونگ پا[۹]